# امتزاز لقاح الجمرة الخبيثة
لقاحات الجمرة الخبيثة بشكل عام، انظر إلى لقاحات الجمرة الخبيثة .
لقاح الجمرة الخبيثة الممتز ( AVA ) هو لقاح الجمرة الخبيثة البشري الوحيد الذي تم ترخيصه من قِبل إدارة الأغذية والعقاقير في الولايات المتحدة. تم إنتاجه تحت الاسم التجاري بيو ثراكس بواسطة شركة بيو ديفينس الناشئة (المعروفة سابقًا باسم شركة بيو بورت ) في لانسينغ ، ميشيغان . الشركة الأم لـ بيو ديفينس الناشئة هي بيو سولوشنز الناشئة من روكفيل، بولاية ماري لاند . يطلق عليه أحيانًا MDPH-PA أو MDPH-AVA بعد إدارة ميتشيغان السابقة للصحة العامة (MDPH ؛ نجحت بفضل وزارة الصحة والخدمات الإنسانية بولاية ميشيغان ) ، التي شاركت سابقًا في إنتاجها.
نشأ AVA في الدراسات التي أجريت في الخمسينات وتم ترخيصها لأول مرة ليستخدمها البشر في عام 1970. في الولايات المتحدة، المشترون الرئيسيون للقاح هم وزارة الدفاع ووزارة الصحة والخدمات الإنسانية . تم شراء عشرة ملايين كورس (60 مليون جرعة) من اللقاح للمخزون الوطني الاستراتيجي الأمريكي تحسبًا للحاجة إلى تلقيح شامل بسبب توقع هجوم بيولوجي إرهابي في المستقبل. وقد اثار المنتج الجدل بسبب الأحداث والأسئلة السلبية المزعومة حول ما إذا كان فعالا ضد شكل الجمرة الخبيثة المستنشق .

## وصف

### مولد المضاد
يصنف AVA على أنه لقاح فرعي خالٍ من الخلايا ولا يحتوي على بكتيريا الجمرة الخبيثة الكاملة أو الحية.  يتم إنتاج أجزاء المستضد (النشط مناعيا) من خلال ترشيح ثقافة السموم، ولكنها طفرة غير سامة، غير مغلفة - تعرف باسم V770-NP1-R - من سلالة B. عصوية جمرية فولوم.  (كانت سلالة فولوم هي نفسها التي تم تسليحها بواسطة برنامج الحرب البيولوجية الأمريكي القديم. ) كما هو الحال مع سلالة لقاح الجمرة الخبيثة ستيرن (البيطري) ولقاح الجمرة الخبيثة البريطاني المماثل (المعروف باسم AVP ) ، تفتقر AVA إلى كبسولة البلازميد pXO2 (مطلوب من أجل الضراوة الكاملة) وتتكون بشكل رئيسي من مستضد الجمرة الخبيثة الواقية (PA)  مع كميات صغيرة من عامل الوذمة (EF) والعامل المميت (LF) التي قد تختلف من الكثير إلى الكثير. كما توجد منتجات ثانوية بكتيرية أخرى غير مميزة. لا يُعرف ما إذا كان EF و LF يساهمان في فعالية اللقاح أم لا.  يحتوي AVA على كميات أقل من EF و LF من AVP. 

### مساعد
يحتوي AVA على هيدروكسيد الألومنيوم (alhydrogel) لامتصاص PA بالإضافة إلى العمل كمساعد (محسن المناعة).  على هذا النحو يعتقد أنه يحفز المناعة الخلطية ، ولكن ليس بوساطة الخلايا .  كل جرعة من اللقاح لا تحتوي على أكثر من 0.83   ملغ من الألمنيوم لكل جرعة 0.5 مل. (هذا بالقرب من الحد الأعلى المسموح به وهو 0.85   ملغ / جرعة.  ) يحتوي أيضًا على 0.0025٪ من كلوريد بنزيثونيوم كمادة حافظة و 0.0037٪ فورمالديهايد كمثبت. آلية عمل المساعد غير مفهومة بالكامل.